# Ali Jackson (jazzbassist)
Ali Jackson, ook bekend als Al Jackson (? - 1987) was een Amerikaanse jazzbassist en componist. Hij speelde mee op opnames van saxofonist John Coltrane en trompettist Wilbur Harden. Hij is de broer van Oliver Jackson en de vader van (jazz)drummer Ali Jackson jr.
Eind jaren veertig was hij lid van het kwartet The AHJOs: Ali, Hac (Roland Hanna), Joe (tenorsaxofonist Joe Alexander) en zijn broer Oliver Jackson. 
Hij speelde kort in de huisband van de Blue Bird Inn, geleid door Billy Mitchell, met zijn broer. In de jaren 80 was hij actief in het kwintet van broer Oliver, hij toerde hiermee in Europa en maakte ook opnames. Andere leden in die groep waren onder andere Arnett Cobb en Claude Black.
Jackson componeerde "Prayer to the East", de titeltrack van Yusef Lateef's album uit 1957. 

## Discografie
Als sideman
- 1958: Jazz Way Out - John Coltrane/Wilbur Harden
- 1958: Tanganyika Strut - John Coltrane/Wilbur Harden
- 1984: Billy's Bounce - Oliver Jackson Quintet

- Bibliothèque nationale de France: cb140086605 (data)
- Gemeinsame Normdatei: 134415140
- International Standard Name Identifier: 0000 0001 0797 6661
- Library of Congress Control Number: no00018347
- MusicBrainz: a6900084-bf6a-4566-b8d0-bbcd6c86d6d1
- Virtual International Authority File: 19877685
- WorldCat: E39PBJdCrxkYqw4PH6KBHrr6rq